# Ґунарс Пріеде
Ґунарс Пріеде (латис. Gunārs Priede; *17 березня 1928, Рига — †22 грудня 2000, Рига) — латвійський драматург і громадський діяч. Почесний член Латвійської академії наук (1995).

## Біографія
Народився 17 березня 1928 в Ризі, в сім'ї державного чиновника Рейнхолда Пріеде.
Закінчив Вентспілську середню школу і архітектурне відділення інженерно-будівельного факультету Латвійського державного університету (1953). Працював науковим секретарем в Архітектурно-будівельному інституті Академії Наук Латвії (1953-1955), педагогом Ризького сільськогосподарського технікуму (1955-1957) і педагогом Ризького будівельного технікуму (1957-1956).
Був консультантом по драматургії в Спілці письменників Латвії (1958-1960), членом і керівником сценарного відділу Ризькій кіностудії (1960-1964), художнім експертом і членом репертуарної комісії Міністерства культури Латвії (1964-1965), 1-м секретарем правління Союзу кінематографістів Латвії (1965-1968), секретарем правління Союзу письменників Латвії (1972-1974), 1-м секретарем правління Союзу письменників Латвії (1974-1984), головою Латвійського комітету Братського кладовища (з 1989).
Пішов з життя 22 грудня 2000, похований на міському цвинтарі в Лієлварде.

## Творчість
Першою публікацією стала театральна рецензія в газеті «Literatūra un Māksla» (1949). Починаючи зі своєї новаторської дебютної п'єси «Літо молодшого брата», поставленої в 1956 режисером Петерісом Петерсоном на сцені Художнього театру імені Я. Райніса, віддавав перевагу молодіжній аудиторії. Крім драматургії, був автором книг «Ko mums te būs mācīties?», «Arhitekts Vilhelms Bokslavs un Rīga» і щоденника «Mans 1984. gads». Був автором сценарію фільмів Ризької кіностудії «Верба сіра цвіте», «Під землею», «Ти потрібен», «Дихайте глибше».

## Визнання і нагороди
- Літературна премія ім. Упіта (1982)
- Орден Трьох зірок IV ступеня (1995)

## Твори

### Драматургія
- «Літо молодшого брата» (латис. Jaunākā brāļa vasara, 1955)
- «Хоча і осінь» (латис. Lai arī rudens, 1956)
- «Дівчина Нормунд» (латис. Normunda meitene 1958)
- «Перший бал Віки» (латис. Vikas pirmā balle, 1960)
- «Мік і Дзілна» (латис. Miks un Dzilna, 1963)
- «Твоє добре ім'я» (латис. Tava labā slava, 1965)
- «По дорозі китів» (латис. Pa valzivju ceļu, 1965)
- «Тринадцята» (латис. Trīspadsmitā, 1966)
- «Запах грибів» (латис. Smaržo sēnes, 1967)
- «Офелія і її онуки» (латис. Otīlija un viņas bērnubērni, 1971)
- «Вогнище внизу біля станції» (латис. Ugunskurs lejā pie stacijas, 1972)
- «Блакитна» (латис. «Zilā», 1972)
- «Пісня сороки» (латис. Žagatas dziesma, 1978)
- «Чи знаємо ми його?» (латис. Vai mēs viņu pazīsim?, 1980)
- «Навчальна тривога» (латис. Mācību trauksme, 1980)
- «Розлючений черв'як» (латис. Saniknotā slieka, 1983)
- «Філія» (латис. Filiāle, 1983)
- «Центрифуга» (латис. Centrifūga, 1985)
- «Засніжені гори» (латис. Sniegotie kalni, 1986)

### Видані збірники
- Сім п'єс (латис. Septiņas lugas, 1968)
- П'ять п'єс (латис. Piecas lugas, 1973)
- Сільські п'єси (латис. Lauku lugas, 1983)